# Řád Saurové revoluce
Řád Saurové revoluce (paštunsky د سوري انقلاب‎) bylo státní vyznamenání Afghánské demokratické republiky založené roku 1980. Založen byl na počest vítězství Saurové revoluce. Udílen byl za zvláštní zásluhy o revoluci, obranu vlasti a posilování přátelství mezi národy.

## Historie a pravidla udílení
Řád byl založen dekretem prezidia Revoluční rady ze dne 24. prosince 1980. Pojmenován byl na počest vítězství Saurové revoluce, která svrhla režim Muhammada Dáúda Chána. Udílen byl za zvláštní zásluhy během revoluce, za obranu vlasti, posílení nového sociálně-politického a ekonomického systému, rozvoj bratského přátelství všech národností a kmenů žijících v Afghánistánu a za mezinárodní spolupráci a upevňování míru. Tento řád však nebyl zahrnut do oficiálního systému afghánských vyznamenání a nebyl uveden ani v Zákoně o vyznamenáních Afghánské demokratické republiky ze dne 24. prosince 1980.
Existovaly dva typy tohoto řádu, které se lišily jak vzhledem řádového odznaku, tak i barvou stužky. Insignie první verze řádu založeného vládou Núra Mohammada Tarakího byly vyrobeny v roce 1979 v Sovětském svazu, tedy ještě před oficiálním založením vyznamenání, v nákladu 1000 kusů. Kvůli změně vzhledu státních symbolů přestala vláda Babraka Karmala s udílením insignií prvního typu. Došlo ke změně vzhledu insignií po vzoru sovětských řádů a byla změněna i barva stuhy.
Po zániku Afghánské demokratické republiky v roce 1992 řád zanikl.

## Insignie

### Typ I
Řádový odznak měl obdélný tvar. Na červeně smaltovaném pozadí byl uprostřed reliéfní pozlacený státní znak Afghánské demokratické republiky, zavedený v roce 1978. Na ploché zadní straně odznaku byly dva reliéfní nápisy. Odznak byl připojen ke stuze pomocí jednoduchého očka.
Stuha z hedvábného moaré pokrývala kovovou destičku ve tvaru pětiúhelníku. Byla červená se třemi úzkými žlutými pruhy uprostřed.

### Typ II
Řádový odznak má tvar tmavě červeně smaltované pěticípé hvězdy. Mezi cípy hvězdy jsou stříbřité shluky různě dlouhých paprsků. Uprostřed hvězdy je velký modře smaltovaný medailon. V jeho horní části je zlacený státní znak Afghánské demokratické republiky, vzor z roku 1980. Ve spodní části je nápis Saurová revoluce. Uprostřed jsou dvě vlající vlajky. Vlajka vlevo je červená vlajka vládnoucí Lidově demokratické strany Afghánistánu. Vlajka vpravo je černo-červeno-zelená státní vlajka Afghánistánu z roku 1980. Odznak byl připojen ke stuze pomocí jednoduchého očka.
Stuha z hedvábného moaré pokrývala kovovou destičku ve tvaru pětiúhelníku. Má červenou barvu se sedmi úzkými zelenými proužky.